# Cubellas

Localización de Cubellas en el Garraf

Cubellas (oficialmente en catalán: Cubelles) es un municipio de Cataluña, España, ocupa una extensión de 13,36 km² y tiene una altitud de 12 m. Se sitúa en la comarca del Garraf (provincia de Barcelona) y está situado a 50 km de Barcelona. Es la última población costera de la provincia de Barcelona y de la comarca del Garraf por el lado sur y a 40 km de Tarragona. Mantiene relaciones culturales de hermandad con la localidad francesa de Arles-sur-Tech, en la región de Occitania, y pertenece al departamento de los Pirineos Orientales.

## Geografía
|              | Norte: Castellet y Gornal |                           |
| Oeste: Cunit |                           | Este: Villanueva y Geltrú |
|              | Sur: Mar Mediterráneo     |                           |

### Comunicaciones
- Tren: La estación del ferrocarril se encuentra a menos de un kilómetro del casco urbano y de las playas. La población pertenece a la zona tarifaria 4A de la ATM Àrea de Barcelona. El tren tiene su salida cada 30 minutos desde la estación Barcelona-Sants Estació y el trayecto dura 45 minutos.
- Avión: Está situada a 30 minutos del aeropuerto internacional El Prat en Barcelona.
- Carretera, con coche privado, las principales vías de acceso son:
  - Acceso gratuito: Desde la comarcal C-31 (antigua C-246).
  - Acceso por autopista de peaje: Desde la autopista Pau Casals C-32 rama sur, que tiene salida directa en el municipio.
- Carretera, en autobús de línea: Cubellas cuenta con varias paradas que la comunican con otras poblaciones del Garraf y con Barcelona capital.

## Demografía
Cubellas cuenta con una población de 17 243 habitantes (INE 2024).
| Gráfica de evolución demográfica de Cubellas entre 1842 y 2021 |
| |
| Población de derecho según los censos de población del INE. Población de hecho según los censos de población del INE.En estos censos se denominaba Cubellas: 1842, 1857, 1860, 1877, 1887, 1897, 1900, 1910, 1920, 1930, 1940, 1950, 1960 y 1970. |

## Símbolos

### Escudo
El escudo de Cubellas se define por el siguiente blasón:
«Escudo losanjado truncado: 1º de sinople, un castillo de oro cerrado de gules; 2º de oro, 4 palos de gules. Por timbre una corona mural de villa.»
Fue aprobado el 15 de enero de 1993. En el escudo se ve representado el castillo de Cubellas, que fue una posesión de los reyes. Por esta razón se representan los cuatro palos de las armas reales de Cataluña en el escudo de la villa, que se convirtió en "calle de Barcelona" (cosa que implicaba que tenía los mismos privilegios que la ciudad de Barcelona) en el año 1418. El castillo no era de ningún rey, sino de los Marqueses de Alfarrás.

### Bandera
La bandera de Cubellas tiene la siguiente definición:
«Bandera apaisada de proporciones dos de alto por tres de largo, dividida horizontalmente en dos partes, la parte superior de color verde oscuro, con el castillo amarillo cerrado de rojo del escudo, en el centro, de una altura de 8/18 de la del paño, y separado por los extremos inferior y superior por 1/36 de la misma altura; y la inferior parlada, con cinco palos amarillos y cuatro de rojos.»
Se publicó el 17 de enero del 2000.

## Administración y política
| Periodo   | Nombre                                                               | Partido             |
| --------- | -------------------------------------------------------------------- | ------------------- |
| 1979-1983 | Lluís Pineda i Gavaldà                                               | CDC                 |
| 1983-1987 | Isidre Piñol i Borràs                                                | Entesa per Cubelles |
| 1987-1991 | Isidre Piñol i Borràs                                                | Entesa per Cubelles |
| 1991-1995 | Isidre Piñol i Borràs y Joan Vidal i Urpi                            | Entesa per Cubelles |
| 1995-1999 | Joan Vidal i Urpi                                                    | Entesa per Cubelles |
| 1999-2003 | Mònica Miquel i Serdà, Joan Albet i Miró y Josep Marcillas i Massuet | IC-V, CiU y ExC     |
| 2003-2007 | Josep Marcillas i Massuet                                            | ExC, PSC, Icb y ERC |
| 2007-2011 | M. Lluïsa Romero i Tomás                                             | PSC, CiU y ERC      |
| 2011-2015 | Mònica Miquel i Serdà                                                | ICV-EUiA            |
| 2015-2019 | Rosa Fonoll i Ventura                                                | UC-11 RCat          |
| 2019-2023 | Rosa Fonoll i Ventura                                                | UC-11               |
| 2023-act. | Rosa Fonoll i Ventura                                                | UC-11 RCat          |

## Cultura

### Patrimonio
- Las playas: La playa de la Mota de Sant Pere, playa de Les Salines y playa de Les Gavines, conforman tres kilómetros de litoral.
- Iglesia de Santa María de Cubelles: Data de 1737 y su campanario de 1765. Es de planta rectangular con tres naves divididas en tramos marcados por los contrafuertes exteriores. La fachada imitan un almohadillado de piedra.
- Castillo de los Marqueses de Alfarràs: Fue edificado en 1675 sobre los restos del antiguo Castillo de Cubelles. Se ha restaurado recientemente y la Oficina de Turismo realiza visitas guiadas el primer fin de semana de cada mes.
- L’Aliança: Fundada en 1914 por el americano Pere Escardó, es una muestra del legado de los indianos. Pertenece a la entidad local, la Societat Recreativa L’Aliança.
- Fuente de la calle Major y fuente de la calle Sant Antoni l’Americano, Joan Pedro i Roig: Fue el encargado de llevar el agua potable a Cubellas y de construir las dos fuentes públicas que continúan ubicadas en la calle Major y en la calle Sant Antoni.
- Can Travé: Es una edificación de estilo romántico. Se encontraban una biblioteca de mitología clásica y un gabinete de Historia Natural impulsados por Frederic Travé. En la actualidad ya no pertenece a la familia Travé. Propiedad municipal en proyecto de restauración, sin embargo puntualmente, se han organizado actos en sus jardines.
- Ca l'Aleix, junto a la anterior. Masía que se remonta al siglo XVI cuyo propietario era Perot Negrell, época en que era utilizada como hostal y "cambio de caballos", ya que se hallaba en el antiguo Camino Real (o camino viejo de Villanueva). Roig Piera afirma que más antiguamente había sido conocida como Stabulo Nova (Fuente: Cataleg del patrimoni arquitectonic, Ajuntament de Cuebelles)
- Ermita de Sant Antoni de Pàdua: Construida en 1694 por Marià Gassó. Capilla de una sola nave. Se caracteriza por su sencilla estructura arquitectónica. Propiedad privada.
- Antiga Quadra Gallifa: Conjunto arquitectónico del siglo XI. A principios del siglo XVI pertenecía al poeta renacentista Joan Boscà Almogàver. Propiedad privada.
- Casa del Dr. Estapé: Esta casa fue construida en 1943 por el médico, cardiólogo y director del Hospital de Sant Pau de Barcelona. Propiedad privada.
- Mercado semanal: Los viernes por la mañana, en la plaza del Mercado.
- Exposición permanente del payaso Charlie Rivel, nacido en Cubelles el 23 de abril de 1896.

### Fiestas y tradiciones
- Enero: Cabalgata de los Reyes Magos: 5 de enero.
- Febrero: Xatonada popular y concursos de “Mestres Xatonaires”
- Febrero: Carnaval (Merengada popular, Concurso de Carrozas y Disfraces, baile de Carnaval, Comparsas y el entierro de Su Majestad el Carnaval): febrero.
- Marzo / abril: Semana Santa, Sant Jordi. Calcotada popular.
- Mayo: Concentración de vehículos clásicos y Fiesta de la Bicicleta. Cerkabirra.
- Junio: Cerkabirra, Fiesta del deporte y concentración sardanista.
- Julio: Fiesta Pirata. En 2018, del 20 al 22 de julio.
- Agosto: fiesta mayor.
- Septiembre: Fiesta de la Vendimia. En 2018, del 7 al 9 de septiembre.
- Navidad.

### Deporte
Polideportivo municipal: Está situado al lado de la desembocadura del río Foix. Ofrece la posibilidad de practicar todo tipo de deportes: tenis, frontón, pádel, fútbol, básquet, hockey, patinaje y natación, entre otros. Durante la temporada estival se organizan actividades, cursillos y campus deportivos.
En la población también se puede practicar hípica y vela:
- Club Hípica Cubelles
- Club Marítim Cubelles